# 中国茶

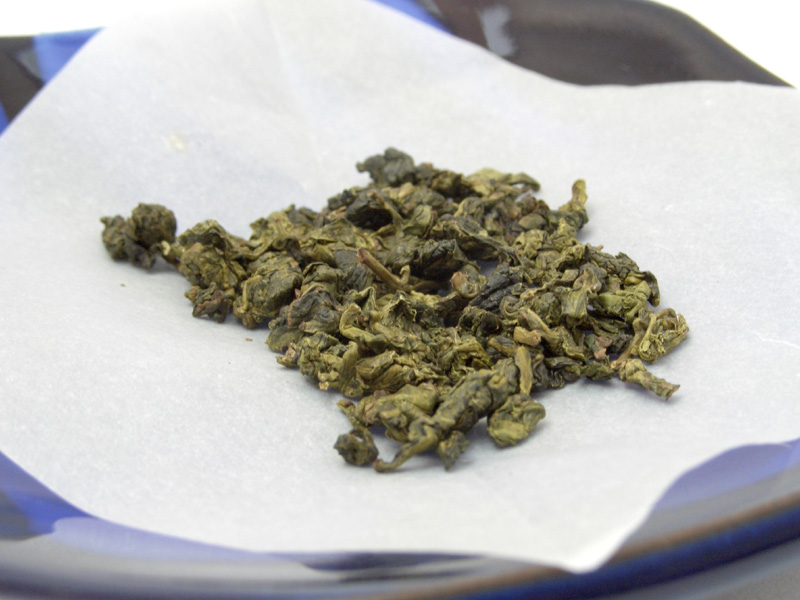
黄金桂（青茶）の茶葉

中国茶（ちゅうごくちゃ）は、中華人民共和国（中国大陸）及び台湾等で作られるお茶の総称。中国や台湾、古くから西洋への茶の商いで知られる香港はいうに及ばず、世界各地にその愛好者がいる。
中国茶は製法によって大きく六大茶類（青茶・黒茶・緑茶・紅茶・白茶・黄茶）とその他のお茶（花茶等）に区分される。なお、台湾には独自のブランド（凍頂烏龍茶等）や特有の製茶方法（東方美人など）がある為、台湾で作られるお茶を中国大陸の茶と区別して台湾茶と称する場合もあるが、この項目では中国および台湾で製造され、かつ好まれて飲まれるものを「中国茶」とする。

## 歴史

### 中国における喫茶
中国では「茶」は「茶 ちゃ chá」とも「茗 めい míng」とも呼ばれる。唐代に陸羽が著した『茶経』によれば、神農の時代からお茶が飲まれてきたと言われている。漢の時代に書かれた詩にお茶を表す文字が見られ、それが最古の文献と言われている。当時は、嗜好品というよりも薬としての役割が強く、次第に羹のような食べ物としても利用されるようになった。
茶の飲用は魏晋南北朝時代に今日の四川省の辺りで始まり、次第に周辺地域に広がった。隋・唐代には、お茶を火にかけ煮出す方法や、抹茶、煎茶など、さまざまな楽しみ方がされ、同時に茶器の原型といわれるものが多数考案された。唐代には喫茶の風習が北方民族に広まり、茶と馬を交換する茶馬交易が始まるなど、茶は重要な産物として扱われるようになった。宋代に入って、お茶の新しい製法が次々に考案され、茶の種類が大幅に増えた。この時代、闘茶などの遊びも考案された。お茶が主要な輸出品となった。
わずかしか生産されない初芽を使った新茶は、かつては皇帝に献上され、いまは国家指導者のためと外国来客の接待用に北京へ直送されたという。
明代に入り、朱元璋が1391年（洪武24年）に福建省において団茶の製造禁止を発令し、中国の喫茶法に変化が生じた。固形茶が廃れ、散茶をお湯に浸して抽出する泡茶法が主流となる。それに応じて茶器のなかでも点茶器が廃れ、茶壺など泡茶器の重要さが増した。清代、茶器が現在使われている茶器とほぼ同じ物になった。

### 日本における中国茶の広まり
1970年代に至るまで、日本では主に緑茶と紅茶が飲まれており、中国茶はまだ一般的に認識されていなかった。しかし、当時の人気アイドルグループがテレビ出演の際に「（自分たちが)こんなにスリムなのはウーロン茶を飲んでいるから」などと発言したことによって、中国茶に痩身効果を期待する人が増え、ウーロン茶ブームが起こる（詳細は烏龍茶#清涼飲料水参照）。
これを契機に、日本の茶葉消費者における中国から輸出された茶葉の割合が増加し、ウーロン茶以外にも多くの中国の茶葉が一般的に愛好され、次第に文化としての「中国茶」が受容された。これにともない、中国茶が1990年代の後半からマスメディアに登場する頻度が高くなり、2000年以降増加し、それらの記事は「ウーロン茶」としてひとくくりに紹介するのではなく、具体的な産地や品種など中国の代表的な銘茶を中国茶として挙げている。ここからも、日本における中国茶の広まりがうかがえる。
日本での中国茶に対する認知が広まると同時に、1994年に日本で初めての本格的な茶芸館が東京池袋にオープンするなど、中国茶を取り巻く環境も大きく変化している。その後、大都市を中心に中国茶の専門喫茶店や茶葉の販売店が相次いで出現した。また、日本中国茶協会(1997年)、日本中国茶文化協会(2001年)、中国茶インストラクター協会(2001年)、日本中国茶文化復興協会(2002年)など、わずか数年の間に「中国茶」の知識や茶藝を広めることを趣旨とした文化団体も次々に設立。これらの専門店や組織を中心に、各地で茶葉や茶の入れ方、楽しみ方などに関する講習が広く開催されている。その中で中国茶葉博物館や中国国債茶文化研究会などとの連携で中国国家茶芸師の資格取得の講座も開催され、2000年代初め頃からは日本人の間で実際に資格を取得する者もある。こうして、日本における中国茶に対する関心や消費が増加し、2000年代後半から多様多種な中国茶が広く認識され、中国茶は普及してきたといえよう。

### 茶藝
茶藝とは、日本人向けに簡単に説明するのならば、「中国茶版茶道」である。日本の茶道において抹茶を点てて飲むが、一般的に日本茶を飲むこととは異なるように、中国においても中国茶を茶藝の方法で中国茶を飲むのは一般的ではない。

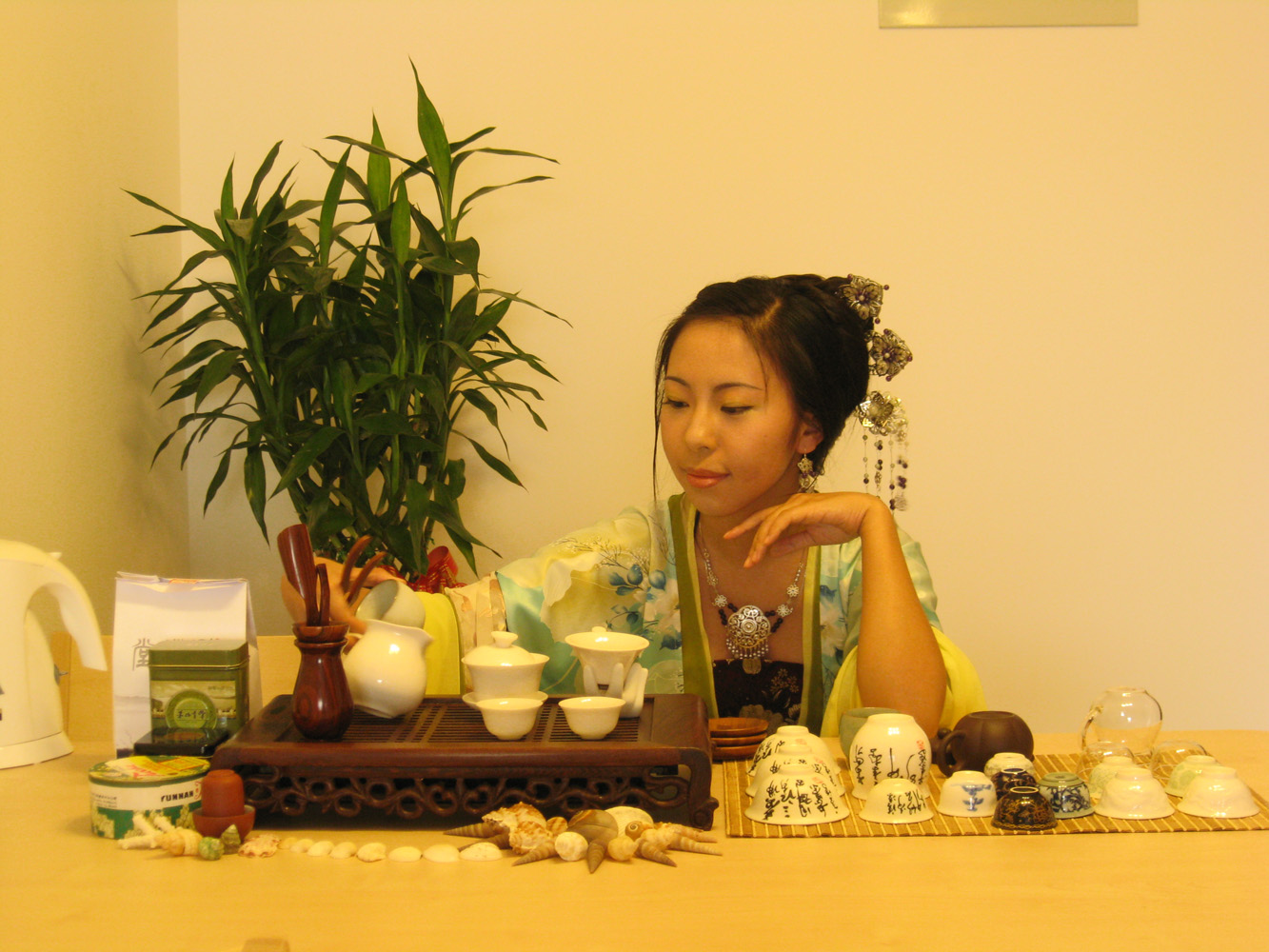
中国の茶藝

「茶藝」と「芸」ではなく繁体字の「藝」を用いるのは、簡体字の「芸」には「アブラ菜」の意味になるので、中国全土で意味の間違いを避けるためでもある。
一説では、「茶藝」という言葉は唐の時代からあり、書、詩、陶磁器など茶に関わる周辺の芸術を含めて「茶藝」と呼ばれていた。今日、中国茶を小さな茶道具を使って入れてる所作や、それを取り巻く精神性を含めて「茶藝」と呼んでいるが、これは1990年代くらいから発生したもので、中国では一部の地域を除いてほとんどみられず、観光客用の場所でみられる程度である（2006年時点）。中国では、一般的にはコップやマグカップに茶葉を入れ、湯を注いで、茶葉が沈むのを待ってから飲む。茶が濃くなってきたら湯をつぎ足し、好みの濃さにしてまた飲むということを繰り返す。日本人の感覚で「何煎も飲む」ことが普通である。朝入れた茶葉を換えずに半日くらい飲んでいることは普通に行われ、中には1日飲んでいる人もいる。
台湾の人たちによって美しく、優雅に中国茶を入れ、その所作を見る側にとっても行う側にとっても、日常でありながら、なにか精神性を感じる空間や時間になっており、魅力を感じるものとして始められた。この時に日本の茶道の影響があったと推測される。台湾で生まれた茶藝は返還前の香港や大韓民国へと伝わった。韓国は茶樹の植生北限を超えていることもあって、茶が稀少なものであったり、台湾の茶藝の動きに反応するかのように李氏朝鮮時代の茶道の復活として「宮廷茶道（茶禮）」となった。
中国本土へはそれより少し遅れて伝わり、茶を飲ませる場所「茶館」で、デモンストレーションとして工夫茶で飲ませたり、茶藝を見せ始めたり、客が飲めるようにされた。それから10年ほどで、「中国茶は小さな器で入れ、小さな器で飲むもの」と日本人が誤解するくらいには茶藝は知られるようになった。
茶藝と茶道の類似性として「資格」が挙げられる。2001年頃に中国国際茶文化研究会初代会長である王家揚が、中国政府などにも働きかけて「茶館」を経営する人や働く人の質の向上や安定的な経営が行えるように、人材を育成するプログラムを作ろうと尽力し、中国政府が認定する形で「茶藝師」というで資格が設立された。日本からも「茶藝師」資格を取得する人も多い。
浙江林学院（現・浙江農林大学）には茶文化学院（茶文化研究コース）があり（2007年時点）、茶藝の特設クラスも開催されている。中国東方航空のキャビンアテンダントなどが茶藝の特設クラスに参加している。これは東方航空では「中国茶は、中国文化の代表の1つ」であり、中国茶文化の認知度を高めるためでもある。

## 中国茶の種類
中国茶として飲まれるものを詳細に分類すると数千種にも及ぶとされるが、安徽農業大学（安徽省）の陳椽（ちんてん）教授が茶葉の発酵の仕方、および製造方法によって1978年に大別した6種類とその他に分けるのが一般的である。6種類の茶は六大茶類と総称され、発酵の進行度合いにより、水色（淹れた茶の色の意）が濃くなり、味も濃厚なものとなる。
本項では各種類の茶と代表的な銘柄を、発酵度の低い順とその他に並べてそれぞれ記述する。

### 緑茶
中国茶の緑茶は茶葉を摘み取ったあとに加熱処理（「殺青」）を行ない酸化発酵を止めた茶、無発酵茶、非発酵茶である。水色は日本茶と変わらない。中国においても、緑茶はもっともポピュラーな茶であり、中国本土で消費される中国茶全体の消費量の7〜8割が緑茶である。なお基本的には無発酵だが、雲峰などの一部の緑茶では、ダージリンの春摘み茶や烏龍茶や紅茶で行われる萎凋（わずかな発酵）を施すものもある。
中国緑茶は殺青の手法によって以下のように分類される。
- 炒青緑茶 - いわゆる釜炒り茶[17]。
- 烘青緑茶 - 火で炙る[18]。
- 晒青緑茶 - 天日に晒す[19]。
- 蒸青緑茶 - ほとんどの日本の緑茶と同じ手法[19]。

炒青緑茶は、茶葉の形状によって以下のように細分される。
- 長炒青 - 茶葉が長い。眉茶など[17]。
- 円炒青 - 茶葉が丸形に近い。珠茶（英語版）など[17]。
- 扁炒青 - 茶葉が扁形。龍井茶など[17]。

かつては中国緑茶も「蒸青」が主流であったが、明の時代くらいから「炒青」が一般的となり、今日では蒸青緑茶少数派である。
ヨーロッパへは紅茶に先んじて輸出されており、モロッコ、チュニス、アルジェリアなどで好まれて飲まれている。

### 白茶
白茶は茶葉の若葉、もしくは芽を選んで摘み、これらをわずかに酸化発酵（萎凋）をさせたところでとろ火にて乾燥させたお茶。揉みこむ工程がないため、発酵はゆっくり進む。その若葉の産毛が白く見えるところから白茶と呼ばれている。水色は金緑色となる。一芯一葉で摘まれることがほとんどであり、白茶には高級品が多い。

### 黄茶

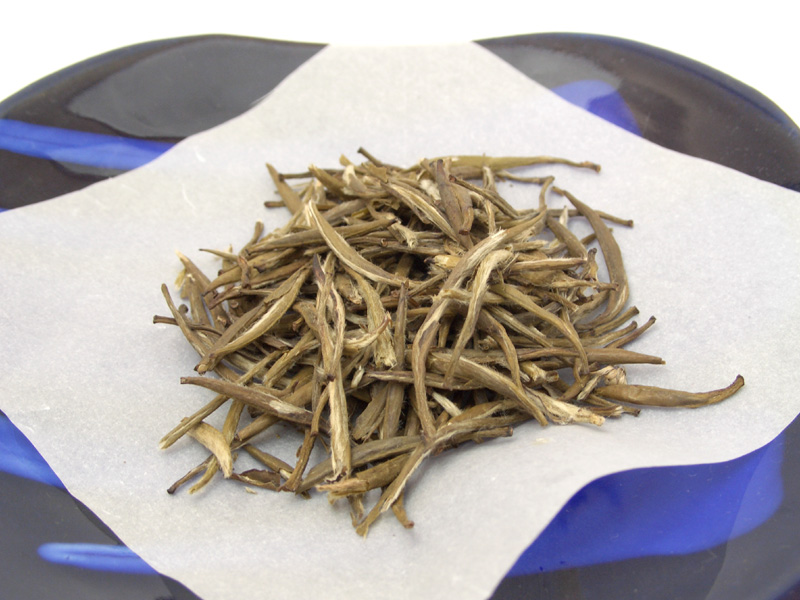
君山銀針の茶葉。全体的に黄色い。

黄茶は茶葉の芽を摘み、緑茶とは異なるゆっくりとした加熱処理によって酵素による酸化発酵を行ってから、悶黄と呼ばれる熟成工程を経たお茶。茶葉と水色が淡い黄色であるために黄茶と呼ばれる。製造量は年に数百キロにすぎず、六大茶類の中でももっとも貴重品。

### 青茶
青茶はある程度発酵を進ませてから加熱処理を行った茶。半発酵茶とも。ただし、お茶の種類によって発酵度合は10〜80%と極めて大きく異なる。茶葉が発酵過程で銀青色（中国語でいう「青」は「黒っぽい藍色」を指す）になるため「青茶」と呼ばれる。よく揉みこまれているため、茶葉のひとつひとつが球状、もしくは曲がりくねった棒状になっている。
日本茶における「青茶」とは同名ではあるものの製法も味も異なる。
日本においては「烏龍茶」「ウーロン茶」とも呼ばれている。「烏龍茶」とも呼ばれる理由は、色が烏のように黒く、揉みこまれた茶葉の形状が竜の姿に似ているからともいわれる。

### 紅茶
紅茶は、緑茶とは逆に「殺青」処理をまったく行わず、酵素の活性を残したままの発酵茶である。
中国緑茶がイギリスへ海輸される途中、インド洋上の高温多湿で発酵が進み紅茶になったという起源説があるが、上述のように緑茶は「殺青」処理されており、腐敗ならばともかく正常な発酵は進まいため、これは俗説と言える。実際、イギリスへの輸出が行われる以前から、中国では紅茶が作られている。
中国緑茶の歴史と比べると中国紅茶の歴史は新しいものではあるが、明の時代には紅茶の製造が行われている。清の時代には小種紅茶や工夫紅茶などが作られていた。
今日の中国紅茶は大きく以下の3種類に分類される。
- 工夫紅茶 - 「工夫」は「手間ひまをかける」の意であり、様々な紅茶を組み合わせて香味の調和を取った紅茶。1851年に最初の工夫紅茶が誕生した。祁門紅茶など[26]。
- 小種紅茶 - 18世紀イギリスの書籍『All About Tea』にも「スーチョン」（小種）として名が挙げられている紅茶。福建省武夷山市星村鎮で生産されており、「星村小種」、「正山小種」と呼ばれる。政和県産のものは「政和小種」と呼ばれることもある。製造時に松葉で燻すため、薫煙香が強い。
- 紅碎紅茶 - 「分級紅茶」とも呼ばれる。「工夫紅茶」をベースとして、製品等級を定めたもの。上位から順に「葉茶」、「碎茶」（細葉）、「片茶」、「末茶」であり、それぞれ「フラワリー・オレンジペコー」、「オレンジペコー」、「ペコー」、「ブロークン・ペコー」（紅茶の等級区分参照のこと）に相当する[27]。

### 黒茶

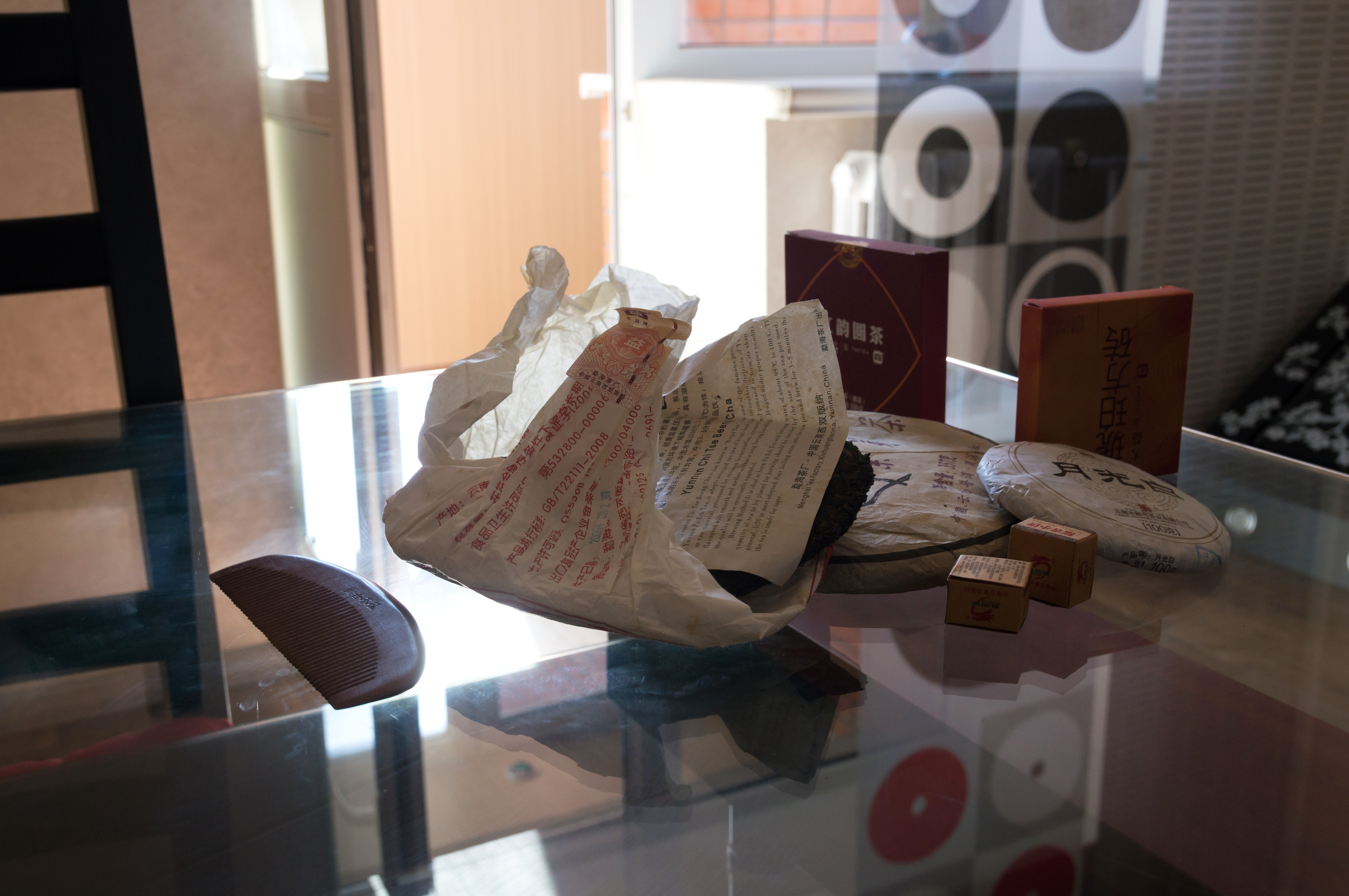

黒茶は緑茶と同じように加熱処理を行ってから、更に後発酵させたお茶で、産地や製法の違いで多くの種類がある。黒茶の一つであるプーアル茶には、天然の状態で発酵を促す「生茶」と、コウジカビによる後発酵を行わせた「熟茶」とがある。いわゆる六大茶類の中で唯一、微生物による発酵（いわゆる本来の発酵）が施されたお茶である。他のお茶とは異なり、新鮮なものではなく長期に亘って発酵させたものが珍重される。保存期間は通常は2年から30年、長いものでは百年以上にもおよび、ワイン並みのビンテージものが存在する。後発酵を行うため、独特の風味がある。日本でもよく知られるプーアル茶がこの黒茶の代表格である。

### その他の中国茶

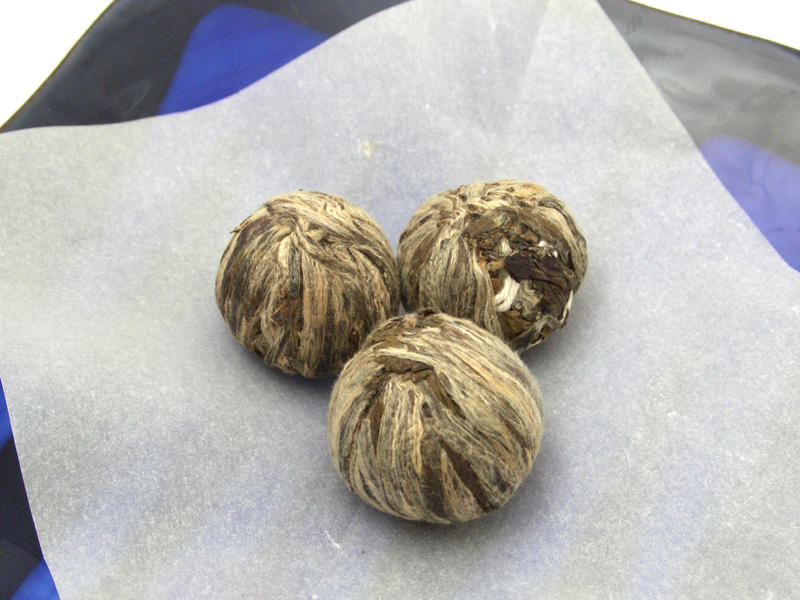
ジャスミン茶の茶葉。淹れたときに花のように開く工芸茶タイプのもの。

これら六大茶類に花弁の香りを緑茶に移した花茶（はなちゃ）をあわせて七大茶とする分類がポピュラーである。
なお、この他に茶外茶と呼ばれる分類がある。多くの茶葉などをブレンドし、好みで氷砂糖を加える八宝茶や、木の根などを使用して茶葉を使わない漢方茶の類などもこの茶外茶に分類される。

#### 花茶の例
- ジャスミン茶（茉莉花茶）
- 桂花茶（けいかちゃ）
- 米蘭茶（まいらんちゃ）

#### 茶を使う茶外茶の例
- 八宝茶（はっぽうちゃ）-複種類の茶葉などをブレンドしたもの。（関連：八宝菜）
- 三道茶（さんどうちゃ）
- 虫屎茶（ちゅうしちゃ）

#### 茶を使わない茶外茶の例
- 菊花茶（きくかちゃ）
- 洋菊茶（ようきくちゃ）
- 甜茶（てんちゃ）
- 苦丁茶（くちんちゃ・くちょうちゃ・くうていちゃ・クーティンなど日本語名は様々）
- 玫瑰茶（まいかいちゃ、メイクイチャ）
- 蓮芯茶（れんしんちゃ）
- 花果茶（かかちゃ）
- 竹葉茶
- 羅布麻茶(らふまちゃ) - 加工した羅布麻の葉を茶葉として使用する。

## 名称と等級
中国茶は、同じ種類のお茶の中でも等級がある。等級は、名称でわかるという。同じ名称で、特級、一級などと分けている銘柄もある。
例：獅峰明前龍井
- 畑のランク
「獅峰」が高く、次いで「西湖」「雲栖」と続く
- 茶を摘むタイミング
「明前」「雨前」「雨後」と続く。明や雨は、二十四節気に対応している。
従って、龍井茶の等級は、「獅峰明前龍井」が高く、続いて「西湖雨前龍井」「西湖雨後龍井」となる。

## 茶葉を摘む時期による分類
お茶は、茶葉の成長の度合いによって、風味、成分が大きく異なるので、いつ茶葉を摘んだかによっても、価値が変わる。特に緑茶でははっきりと分類が行われている。
春前茶立春前に摘んだお茶。甘みがあり、最上級とされるが、気候が寒くなると摘めない年もある。
明前茶清明節前に摘んだお茶。日本の一番茶に近い高級品。
雨前茶穀雨前に摘んだお茶。日本の二番茶に近い中級品。

## 中国茶器

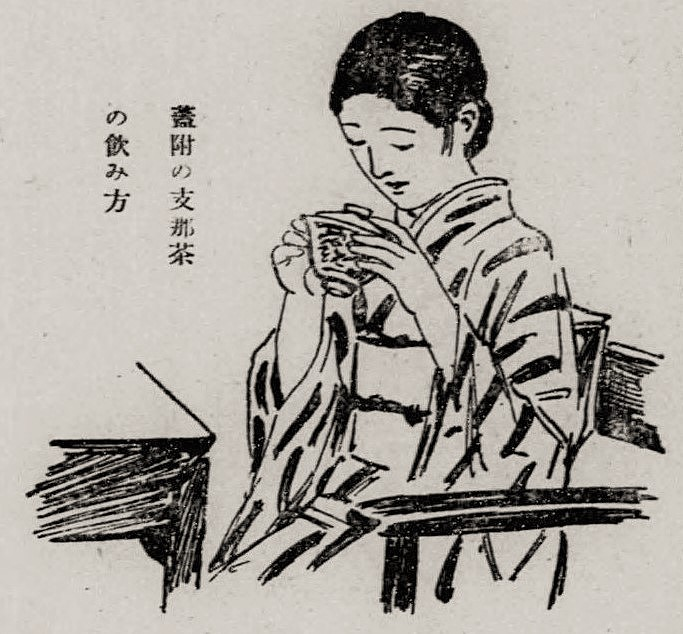
蓋碗を使用しての中国茶の飲み方

中国茶を淹れるためには数多くの茶器が必要だと考えられていることが多いが、これは茶藝と呼ばれる一種茶道的なセレモニーとして用いられるものである（後述）。一般の中国人は日本人が日本茶を飲むのと同じく、気軽にお茶を楽しんでいる。
代表的な中国茶器は以下のものが挙げられる。なお、これらの茶器ではなく、普通のマグカップや日本茶用の急須でも問題なく淹れることはできる。が、やはり専用のもので淹れたほうが淹れやすい。
- 蓋碗 - 「ガイワン、がいわん」。蓋のついた茶碗。茶葉を入れて湯を注し、蓋を茶漉し代わりにしてそのまま飲むこともできる。一般的な普段使いの茶器。
- 茶杯 - 「チャーペイ、ちゃはい」。蓋の無い茶碗。蓋碗や日本の茶碗より小ぶりである。茶藝の席や高価なお茶を楽しむさいには、蓋碗ではなく茶杯を用いる。
- 茶壷 - 「チャフー、ちゃこ」。いわゆる急須。中国では香りを珍重するため、日本茶を淹れるよりも小ぶりなものが使用される。元は書画に用いる水差しだったという説がある。茶葉が開ききったときに茶壷に茶葉がいっぱいになるように量を調整するのがコツ。ガラス製のものも存在する。陶器や磁器の茶壷は、どのような茶葉にでも使用できる。紫砂で作られたものは、黒茶・烏龍茶に使用するのが好ましく、また同じ茶葉を使い続けるのがいいとされる。
- 聞香杯 - 「ウェンシャンペイ、もんこうはい」。縦に長細い器。茶の香りを聞くために用いる烏龍茶専用の茶器。使い方は茶壷から聞香杯に茶を注ぎ、その茶は茶杯に移し入れ聞香杯は空にする。茶杯の茶を飲む前に空にした聞香杯に鼻を近づけ、聞香杯から立ち上る茶の香りを楽しむ。
- 茶海 - 「チャーハイ、ちゃかい」。小型のピッチャーのようなもの。烏龍茶などの場合、茶壷で抽出した茶水を均一に分けるために、一度茶海に入れてから茶杯（小さな湯飲み）に分けるために使用する。
- 茶盤 - 「チャーパン、ちゃばん」。湯をかけ茶杯や茶壷を温めるさい使用する台。湯が下に流れるようすのこになっている。茶盤は陶器製と木製がある。傷み難く高度な装飾技術が必要な竹製品が高級とされる。すのこの無い茶船は焼き物で出来た大きな器で、茶盤と同じ茶器を温める用途で使用する。
- ポット - 中国茶の紅茶も、一般の紅茶と同様に抽出するためポットを用いることもある。
- 耐熱ガラス - 比較的低温で淹れる緑茶にはガラスコップがよく使われる。茶葉が開いたり、ジャンピングするさまを見て目を楽しませるという用途もある。コップの外側に、竹などで編んだカバーを付けて、手で持っても熱くないようにすることもある。

### 茶葉別に用いられる茶器

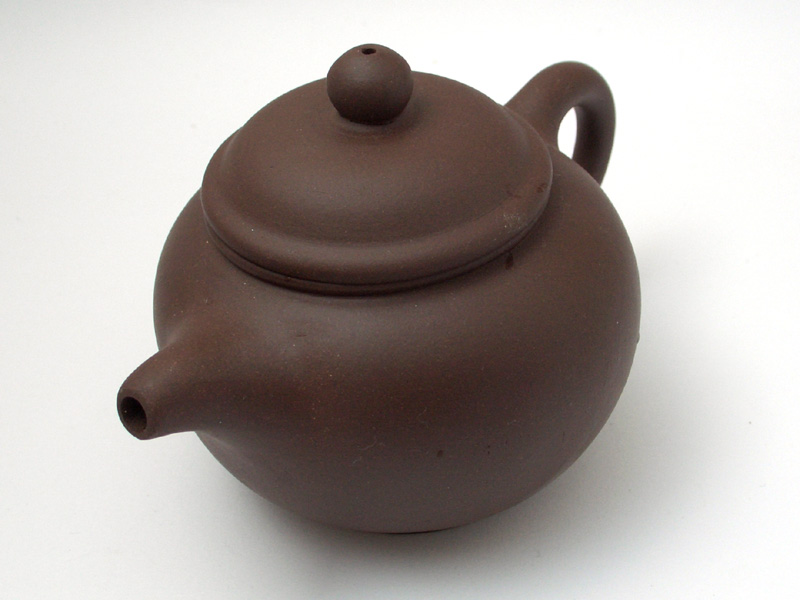
茶壷（急須）

前述の六大茶類に分類された茶葉別に用いられる茶器は、一般的には、次の茶器で煎れられている。
- 緑茶 - 蓋碗、耐熱ガラス
- 黄茶 - 蓋碗、耐熱ガラス
- 白茶 - 蓋碗、耐熱ガラス
- 烏龍茶 - 蓋碗、茶壷
- 紅茶 - ポット、蓋碗
- 黒茶 - 茶壷

### 茶壷の手入れ
茶壷には材質には、主に陶器製・磁器製・ガラス製の三種類が使われる。磁器製とガラス製の品は通常の食器のように手入れして問題はないが、陶器製の素焼きの茶壷は手入れが独特であり注意を要する。
1. 新品は使用前に歯ブラシや布などで砂や粉を丁寧に落とし、数回熱いお湯で流す、その後、烏龍茶とお湯を入れ一晩ほど放置すると泥くささが抜けてよい（無論、これは手入れの一環であり飲むのは好ましくない）。
2. 新品の素焼きの茶壷は風味を吸ってしまうとされるが、長く使用するに従い、茶渋が付着し、風味がよいお茶を入れられるようになり、茶壷そのものに艶も出るため、長く使い込んだ物のほうがよいとされる、そのため、使用後も洗剤や研磨剤の類は使わずに、水で念入りに洗い、通気のよい乾燥した場所で乾かすとよい。（使用直後の茶殻や、お茶を浸した柔らかい布巾で磨くというやり方もあるが、逆に壊したり傷をつけないように注意が必要である）、また、お湯を入れて（または、茶壷を鍋に入れて）煮沸するというのも、カビの発生を防ぐという意味で有効である

## 中国茶の淹れかた
前述したように、中国茶といっても発酵度や製法によって大きく異なり、その淹れかたも一様ではない。基本的な注意点は以下のとおり。
- 事前に茶器を温めておく。
- 茶葉を冷蔵保存していた場合は常温に戻るまで淹れるのを待つ。

また、湯温や淹れかたに関しても基本的にこういうものとされているだけのものであり、各自がそれぞれのお茶において好みの淹れかたを見つけることが最も大切なコツであるといえる。
日本茶とは異なり、1煎目の湯は茶葉を洗うようにして捨てること（洗茶）が多いと言われているが、昔は保存状態の悪い茶葉が多かったのでそういう飲み方が定着していた。最近では1煎目から美味しく飲める茶葉がほとんどである。
ただ例外として、プーアル茶は後発酵（菌で発酵）のため1煎目は洗った方が美味いとされ、白茶は茶葉を加温加湿したほうが美味いとされ、1煎目を捨てる（こちらは潤茶と呼ばれる）。
中国茶の場合、通常、3〜5煎目まで美味しく茶を楽しむことができる。

### 湯温
基本的には発酵度が高くなるほど高い温度の湯を用いる。中国では旨みよりも香りを珍重するため、湯温は比較的高めにして淹れられることが多い。逆にアミノ酸をはじめとする茶の旨みを楽しみたい場合はやや低めにして使うとよい。また、安めのお茶は温度を高く、高めのお茶は温度を低くするのは日本茶と同様だが、これもお茶の種類によって異なる。
| 種類   | 温度      |
| ------ | --------- |
| 緑茶   | 60〜75度  |
| 白茶   | 70〜80度  |
| 黄茶   | 70〜80度  |
| 烏龍茶 | 80〜100度 |
| 紅茶   | 90〜100度 |
| 黒茶   | 90〜100度 |

なお、花茶に関しては香りを吸着させた茶の種類に準じる（が、花茶はほとんど緑茶であるので緑茶と同様に淹れてしまって構わない）。

### 工夫茶（茶藝）
工夫茶（功夫茶）は茶藝のひとつで、現在、最も普及している茶藝である。

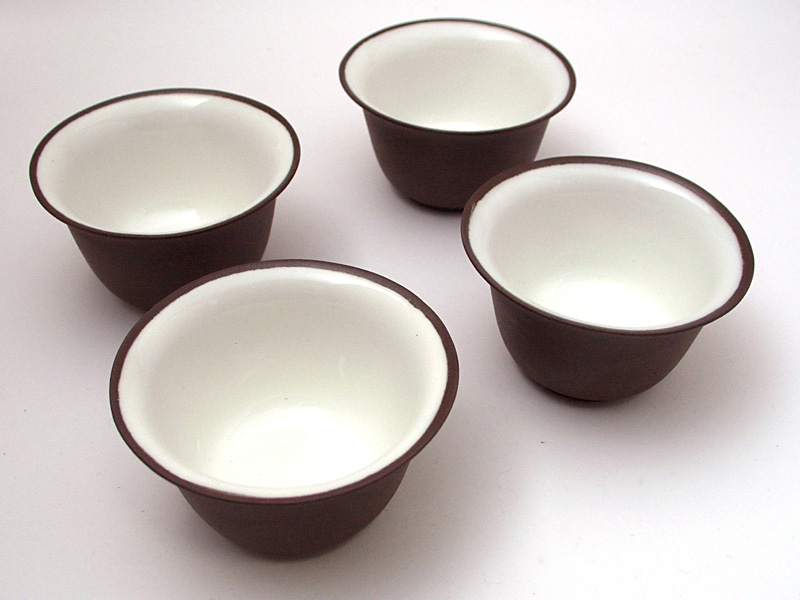
茶杯（湯呑み）

明の時代の終わりか、清の時代の初めに当時の文人たちが、手元にあった「水注」(水滴）に茶葉を入れ、湯を注いで、その口から直接お茶を飲むことを始めたことが始まりとされる。水注は小さく、これを複数人で飲むには何度も湯を入れる必要があるため大型化し、酒を飲む「杯」（盃）に分けて飲むようになった。こういった道具を使って茶を入れる入れ方は、いわば「ものぐさ」、周りある道具を横着して使う所作であったが、文人らしく「工夫茶」（工夫して入れている茶）と呼んだ。台湾へ茶の栽培が伝わると、工夫茶も同じく台湾へと伝わっていった。
1. 茶壷（急須）、茶杯（小さな湯呑み）、茶海（大ぶりの器）、聞香杯（細長い器）などの茶器を茶盤（もしくは茶船）に並べ、熱湯を注いで茶器全体を暖める。各茶器の湯は使用寸前に捨てる。
2. 茶壷に茶葉を入れ、高い位置から熱湯を茶壷から溢れるほどまで注ぐ。
3. 茶杓（竹べら）を用いて茶壷に浮かんだ泡を取り除いてから、茶壷にゆっくりと蓋をする。
4. 温度を一定に保つため、再度、茶壷に湯をかける。
5. 茶葉を充分に蒸らしたら、濃度を一定に保つために茶海に茶を最後の一滴まで注ぐ。
6. 茶海から聞香杯に茶を注ぐ（聞香杯を使うのは台湾の風習）。
7. 聞香杯から茶杯に茶を移し、聞香杯に残った香りを楽しむ。
8. 茶杯から茶を飲み、残り香を楽しむ。

- 二煎目以降は蒸らし時間を延ばして淹れる。よい茶葉であれば葉が開ききるまで淹れることが可能。

烏龍茶を淹れる場合でも「最初に注いだ湯をすぐに出す」と洗茶をする場合もある。反対に茶葉の持つ最初の香りを逃さないようにとの配慮から洗茶を行わない場合もある。

### ティーバッグ
最近はその利便性が受けて中国茶のティーバッグも少なからず売られている。ただし、紅茶のティーバッグで用いられるダストティーに比べると、中国茶は茶葉が大きく開くために通常のものよりもテトラバッグのほうが向いている。

### 聞き茶（闘茶）
闘茶とは、何人かで何種類かの茶を飲み、その銘柄を当てる遊び。日本では「闘茶」のほか、聞き茶、歌舞伎茶、当て茶などとも言われる（日本語では、「香りを聞く」という表現がある。→香道）。

## 中国茶に含まれる成分
- カフェイン
- アミノ酸
- 各種ビタミン
- クロロフィル
- タンニン
- カテキン
- ポリフェノール
- 香気成分

## 食材として使用される中国茶
龍井蝦仁
最も有名な料理は、杭州の龍井茶と川エビをつかった「龍井蝦仁」である。殻を剥いた小エビと龍井茶の若芽を薄塩味で炒めたものであり、お茶の香りを楽しみながら、葉も食べる。

## 香り
上述の記載で香りを大事にする旨の記載があるとおり、中国茶の香りには魅力があり、「清香」「甜香」等の表現をされる。中国茶は製造工程で多くの手法を用いて、魅力的な香りを出す工夫を行っている。
中国茶は、食品の香り付けにも使用される。 四川料理の「樟茶鴨」、庶民的な食品である「茶鶏蛋」など、お茶の香りを料理に移す手法を用いる料理も少なくない。洋風では、紅茶をクッキーやケーキの香り付けに使う例もある。台湾では、梅の砂糖煮に紅茶の葉を加え、香りをつけたものもある。

## 無形文化遺産
2022年に「中国の伝統的な製茶技術と関連する社会的慣習」がUNESCOの無形文化遺産に登録されている。

## 用語解説
- 水色 - 抽出したお茶の色の意。日本語での統一された読み方はないため、「みずいろ」とも「すいしょく」とも呼ばれている。
- 茶酔い - お茶を飲んだ後、「上質な酒を飲んだ時と同じような、得も言われぬような感覚に陥ることを指す」場合と、「悪酔いしたときのように体調が悪くなる」意の、2通りの使われかたがあり、意味は統一されていない。[注釈 4]
- 単株 - 一本の樹という意味。品名に単株と書かれている場合、同一の木（あるいは、同一の品種）から生産されたお茶であるという意。特に烏龍茶、普洱茶に見られる。
- 景徳鎮陶磁器 - 景徳鎮市で生産されている陶磁器を指す。茶器も多く作られている。
- 紫砂壺 - 宜興市で生産されている紫泥で作られた無釉の焼締め陶器。紫、黒、茶、赤、青など、もともとの土の色も多彩。主に黒茶と烏龍茶の為に使われる。紫泥はもともと希少価値が高く、さらに近年、生産量が激減しつつある。紫砂壺だけを専門に作り続ける陶芸作家も多く、中には日本の人間国宝に当たる作家もいる。
- 養壺（ヤンフウ） - 紫砂製の茶壺を長年使うと、お茶の成分が茶器に吸収され、色合いの風味が増していく。そうして茶壺を長い時間をかけて育てていくことを指す。長年養壺した茶壺ほど価値が高い。

## 参考書籍
- 王静『現代中国茶文化考』思文閣出版、2017年2月2日。ISBN 9784784218790。 NCID BB23294819。
- 周達生『中国茶の世界』保育社、1994年。ISBN 978-4586508686。